# Enguri
Enguri (georgiska: ენგური, Enguri) är en 213 kilometer lång flod i västra Georgien. Floden utgör gränsen mellan den separatistiska republiken Abchazien i väst och provinsen Megrelien-Övre Svanetien i öst.
Den rinner upp högt i Stora Kaukasus, nära Sjchara, det högsta berget i Georgien, och flyter genom dalgångarna mot nordväst innan den vänder sydvästerut och mynnar i Svarta havet nära Zugdidi.
Floden är uppdämd och dess vattenkraftverk producerar en betydande del av Georgiens elektricitet. Enguridammen, som byggdes 1988, har en höjd på 240 meter och är därmed den största byggnaden i Kaukasus. Reservoaren, Dzjvarireservoaren, har en kapacitet på 1,1 miljoner kubikmeter vatten, och vattenkraftverket producerar 4,5 miljoner kilowatt per år, vilket motsvarar ungefär 40 procent av landets energiproduktion. Kapaciteten är 1 300 megawatt per timme.
Efter den abchazisk-georgiska konflikten 1992-1993 finns georgiska respektive abchaziska trupper posterade på vardera stranden. Den enda lagliga överfarten är den 870 meter långa Inguribron, som byggdes av tyska krigsfångar från 1944 till 1948. Det finns emellertid flera olagliga övergångar över floden.